# Aktion Gemeinsinn
Die Aktion Gemeinsinn e.V. war ein Bürgerverein in Bonn, der seit 1957 mit unentgeltlichem Engagement Kampagnen zu gesellschaftlichen Themen startete. Der Verein stellte 2015 seine Arbeit ein.

## Entstehung und Ziele
Die Aktion Gemeinsinn e.V. wurde 1957 als unabhängiger und überparteilicher Bürgerverein gegründet. Sie setzte seit ihrem Start auf die Bereitschaft der Menschen zum Engagement für den Zusammenhalt der Gesellschaft und griff Probleme auf, die „im Interesse aller gelöst werden müssen, die aber Staat, Länder und Gemeinden nicht oder nicht alleine lösen können. Denn was der Staat nicht tun kann, was aber dennoch für die Gemeinschaft getan werden muss, das muss der Bürger tun“ (aus der ersten Satzungsformulierung).
Die in Bonn ansässige Aktion Gemeinsinn bediente sich dabei nach amerikanischem Vorbild der Methode Aufrufe, Slogans, Anzeigen und Plakate zu entwerfen und Medien um kostenfreie Veröffentlichung für den guten Zweck („pro bono“) zu bitten. Tagungen und Workshops kamen dazu. Initiator war der Historiker Carl-Christoph Schweitzer, der auch langjähriger Vorsitzender, zuletzt Ehrenvorsitzender war. Der Verein verzichtete bewusst auf institutionelle Förderung durch den Staat und finanzierte seine Arbeit ausschließlich über Beiträge, Spenden und Zuwendungen für Projekte. Viele ehrenamtliche Mitarbeiter leisteten inhaltliche und organisatorische Hilfe.
Ab Mitte der 90er Jahre erschwerten die Veränderungen in der Medienlandschaft und der Werbewirtschaft die Arbeitsweise des Vereins. Großzügig pro-bono-Anzeigen zu schalten, war kaum noch möglich. Die ursprüngliche Alleinstellung der früheren Jahre im kostenlosen Anzeigenbereich wich dem Konkurrenzkampf zwischen großen Nichtregierungsorganisationen sowie der wachsenden Anzahl karitativer und weltanschaulicher Vereine und Gruppen. Die Aktion Gemeinsinn sah sich ans Ende ihrer jahrzehntelang erfolgreichen Arbeitsweise und Kampagnenführung angekommen. Unter dem langjährigen Vorsitz von Cornelie Sonntag-Wolgast und ab 2012 Henning von Vieregge sowie ab 2013 zusammen mit dem langjährigen ehrenamtlichen Geschäftsführer Christian Wilmsen beendete der Verein nach fast zweijähriger interner Diskussion seine Tätigkeit.

## Kampagnen
Ab 1959 starteten jährlich – in enger Kooperation mit namhaften Werbeagenturen – große, öffentlichkeitswirksame Kampagnen zu brisanten gesellschaftlichen Thema. Das Spektrum reichte von Appellen zur Solidarität mit alten Menschen und ausländischen Studierenden sowie freiwilligen Diensten in Krankenhäusern über Aufrufe zu ökologisch verantwortungsvollem Verhalten, Bildungsangeboten für benachteiligte Jugendliche und gegen politische Gleichgültigkeit vieler Bürger (der Herr „Ohnemichel“) bis hin zur Forderung nach einer gesetzlichen Absicherung der Patientenverfügung, einer familienfreundlicheren Politik und dem Einsatz für ein einiges Europa.
Der Verein verlieh außerdem Preise für Zivilcourage. Persönlichkeiten des öffentlichen Lebens – die Bundespräsidenten, Bundes- und Landespolitiker, Kanzler, Minister sowie Entscheidungsträger aus Unternehmen, Medien und Verbänden unterstützten die Aktivitäten.
Besonders intensiv bemühte sich die Aktion Gemeinsinn während und nach der friedlichen Revolution in der ehemaligen DDR um das Zusammenwachsen von Ost und West. Sie wurde dafür 2008 mit dem „Einheitspreis“ der Bundeszentrale für politische Bildung ausgezeichnet.